# Ajsymneta
Ajsymneta (gr. αἰσυμνήτης aisymnetes, lm. αἰσυμνήται aisymnetai) – w starożytnej Grecji mąż zaufania, rozjemca wybierany w sytuacji konfliktowej w celu zaprowadzenia porządku w państwie.
Ajsymneci byli rozjemcami i reformatorami pochodzącymi z wyboru. Wybierały ich skłócone ugrupowania w obliczu groźby wojny domowej spośród ludzi cieszących się dużym autorytetem i szacunkiem. Otrzymywali specjalne, nieograniczone pełnomocnictwa na czas określony (niekiedy dożywotnio), aby móc przeprowadzić zmianę ustroju lub skodyfikować prawo. Instytucja ta była rodzajem tyranii z wyboru (αιρετή τυραννίς), jak to wyraził Arystoteles w Polityce. Dionizjusz z Halikarnasu przyrównywał ten urząd do rzymskiej dyktatury, przypuszczając, że Rzymianie przejęli go od Greków.
Ajsymnetami byli prawdopodobnie Zaleukos z Lokrów Epizefyryjskich, Filolaos w Tebach, Drakon w Atenach, a na pewno Pittakos w Mitylenie. Najbardziej znanym ajsymnetą był ateński mąż stanu, poeta i prawodawca – Solon.
W późniejszych czasach podobną rolę odegrał Timoleon.